# Козолець Симончича

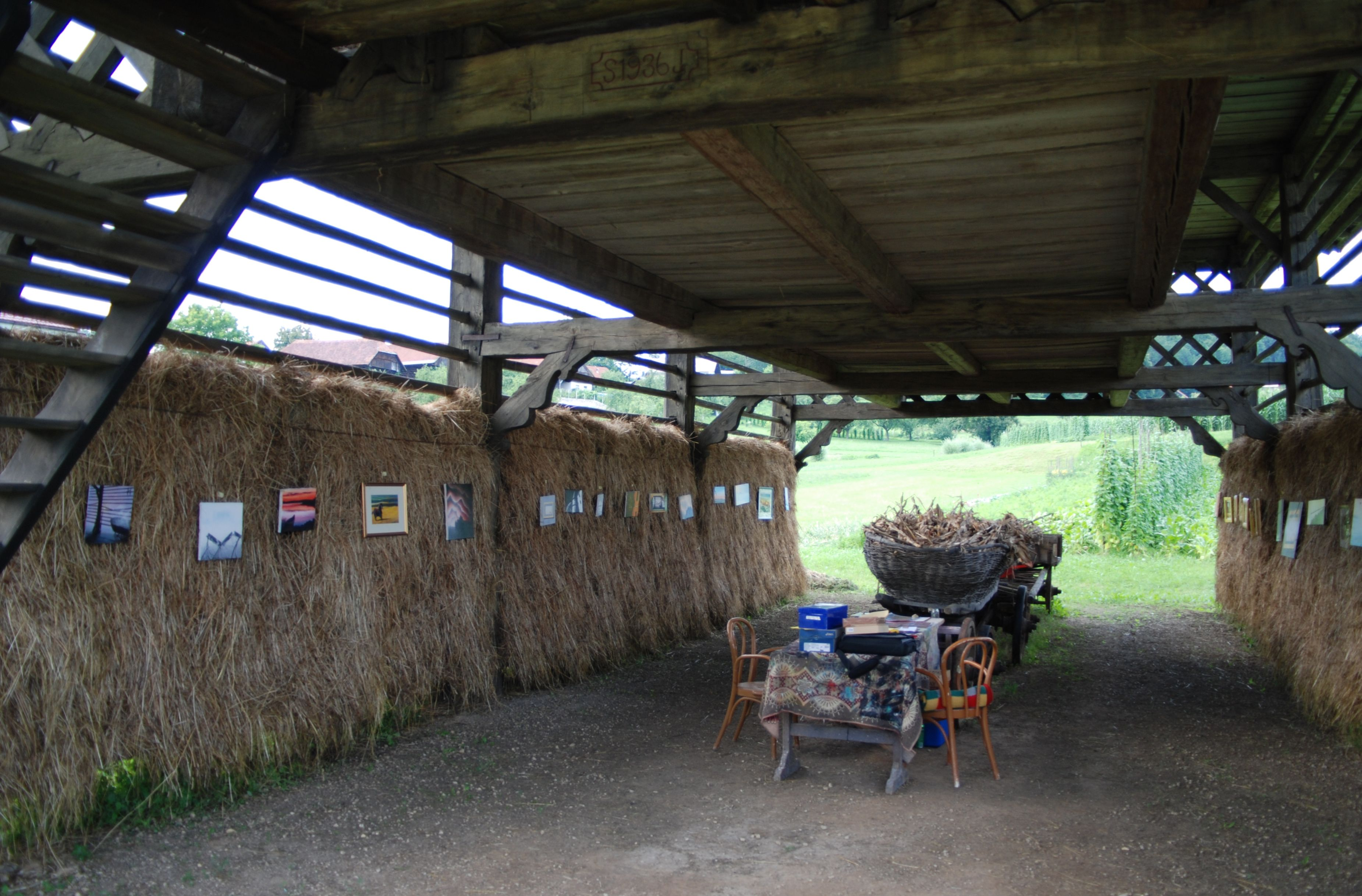
Вигляд зсередини

Козолець Симончича (словен. Simončičev kozolec, Simončičev toplar) — козолець, розташований на південно-східному кордоні Бистриці в общині Шентруперт (Нижня Крайна). Відомий як найбільша та найгарніша споруда даного типу в Словенії. Споруджений у 1936 столяром із сусіднього поселення Словенська Вас Янезом Грегорчичем на замовлення фермера Йоже Симончича. Козолець був спроектований як подвійний (toplar) із дерев'яними стовпами, трьома парами вікон та похилим дахом. Щипець будівлі, повернутий до шляху між селами Мирна та Мокроног, був щедро декорований здебільшого на рослинну тематику. Козолець Симончича знаходиться на території ферми №11 (Бистриця). З 2001 споруда охороняється на правах культурного пам'ятника державного значення. Козолець Симончича — єдиний серед будівель даного типу, який має цей статус. Як найбільш знаний серед більш ніж 500 козольців у долині Мирна, включений до музею Країна козольців. Під дахом козольця періодично проводяться виставки візуального мистецтва та інші заходи, тим не менш він досі використовується за прямим призначенням — для просушування сіна — а також для зберігання сільськогосподарського обладнання.